# جان كلود جيرار (معلم موسيقى)
جان كلود جيرار (بالفرنسية: Jean-Claude Gérard)‏ هو معلم موسيقى فرنسي، ولد في 1944.

## وصلات خارجية
- جان كلود جيرار على موقع ميوزك برينز (الإنجليزية)
- جان كلود جيرار على موقع ديسكوغز (الإنجليزية)